# بيلي كارجيل
بيلي كارجيل (بالإنجليزية: Baily Cargill) مواليد 13 سبتمبر 1995 في ونشستر، هو لاعب كرة قدم إنجليزي يلعب مع نادي بورنموث كمدافع. مثّل منتخب إنجلترا لكرة القدم فئة الشباب.

## مرحلة الشباب

### أندية لعب لها
- ليستر سيتي
- نادي ساوثهامبتون
- نادي بورنموث

## المسيرة الاحترافية

### أندية لعب لها
- نادي بورنموث

## روابط خارجية
- بيلي كارجيل على موقع قاعدة بيانات كرة القدم.إي يو (الإنجليزية)
- بيلي كارجيل على موقع Soccerbase.com (لاعب) (الإنجليزية)
- بيلي كارجيل على موقع Soccerway.com (الإنجليزية)
- بيلي كارجيل على موقع عالم كرة القدم.نت (الإنجليزية)
- بيلي كارجيل على موقع AS.com (الإسبانية)